# 악몽의 밤
《악몽의 밤》(영어: Dead of Night)은 영국에서 제작된 알베르투 카발캉티, 찰스 크라이턴, 로버트 헤이머, 배질 디어든 감독의 1945년 초자연 공포 앤솔러지 영화이다. H. G. 웰스, 존 베인스, E. F. 벤슨, 앵거스 맥페일의 이야기들을 바탕으로 제작되었다. 마이클 레드그레이브 등이 출연하였고, 마이클 볼컨 등이 제작에 참여하였다.
시골 별장에 모인 손님들이 각자 본인의 악몽을 털어놓는 액자 구조로 구성되어 있다. 공포 영화 제작이 금지되었던 제2차 세계 대전 시절의 영국에서 드물게 만들어진 공포 영화들 중 하나이다.

## 줄거리
건축가 월터 크레이그는 주말에 켄트주 시골 별장 개조에 관해 상담을 받고 싶어하는 엘리엇 폴리의 별장을 방문한다. 월터는 엘리엇이 초대한 다른 손님들이 전부 그가 반복해서 꾸어온 악몽에 등장한 사람들임을 발견한다.
월터는 이들과 전혀 모르는 사이임에도 모두에 대해 잘 알고 있으며 별장 안에서 일어날 일들을 정확히 예지하고, 후에 뭔가 끔찍한 일이 벌어질 것 같다고 말한다. 정신과 의사 밴스트래튼은 그가 근거 없는 공포를 느끼고 있다고 말하지만, 사람들은 흥을 돋굴 겸 각자 자기가 겪었던 이상한 경험담을 늘어놓는다.
The Hearse Driver
- 감독: 배질 디어든
- 원작: E. F. 벤슨의 "The Bus-Conductor"(1906, 더 폴 몰 매거진)
- 자동차 경주 선수 휴 그레인저는 사고로 병원에 입원해 있던 중 창 밖에서 말이 끄는 영구차의 기사가 "딱 한 자리 남았어요"라고 외치는 기묘한 광경을 본다. 퇴원하여 버스에 타려던 휴는 운전 기사가 "딱 한 자리 남았어요"라고 하자 버스에 오르지 않는다. 곧 버스는 둑 아래로 추락한다.

The Christmas Party
- 감독: 알베르투 카발캉티
- 샐리 오하라는 한 저택의 크리스마스 파티에 참석해 숨바꼭질을 하던 중 아이방에서 울고 있는 어린 소년 프랜시스를 발견하고 달래준다. 거실로 나온 샐리는 프랜시스가 누나 콘스턴스(Constance Kent)에게 살해됐다는 이야기를 듣는다.

The Haunted Mirror
- 감독: 로버트 헤이머
- 조앤 코틀런드는 남편에게 골동품 거울을 선물하는데, 남편이 거울을 들여다보자 실제 배경 대신 엉뚱한 방이 비춰진다. 조앤은 거울의 전 주인이 아내의 불륜을 의심해 살해한 뒤 거울을 들여다보며 목을 베어 자살했다는 걸 알게 된다. 조앤의 남편도 조앤을 의심해 죽이려 하지만 조앤이 거울을 깨뜨리자 제정신으로 돌아온다.

The Golfer's Story
- 감독: 찰스 크라이턴
- 원작: H. G. 웰스의 "The Story of the Inexperienced Ghost"(1902)
- 엘리엇 폴리는 자신이 다니는 골프 클럽에서 메리라는 한 여성을 두고 경쟁한 조지와 래리 얘기를 들려준다. 두 사람은 골프로 승부를 보기로 하는데, 조지가 속임수로 이기자 래리는 자살한다. 래리는 유령이 되어 조지 앞에 나타나 메리를 포기하지 않으면 죽을 때까지 쫓아다니겠다고 협박한다.

The Ventriloquist's Dummy
- 감독: 알베르투 카발캉티
- 밴스트래튼은 자신의 사악한 인형이 살아 있다고 믿는 미친 복화술사를 만난 일화를 들려준다.

이렇게 이야기 다섯 편이 구술된 뒤 월터는 밴스트래튼의 목을 졸라 죽이고 이야기 요소들이 마구 뒤섞인 환각에 시달리다가 전화벨 소리에 깨어난다. 전화를 받자 엘리엇이 별장 개조에 관해 상담하고 싶으니 별장으로 와달라고 요청한다. 그렇게 월터가 엘리엇의 별장으로 가면서 영화는 정확히 시작 장면으로 돌아간다.

## 출연진
- 앤터니 베어드 - 휴 그레인저 역
- 롤런드 컬버 - 엘리엇 폴리 역
- 머빈 존스 - 월터 크레이그 역
- 메리 메럴 - 폴리 부인 역
- 프레더릭 보크 - 밴스트래튼 의사 역
- 배질 래드퍼드 - 조지 패럿 역
- 노턴 웨인 - 래리 포터 역
- 마이클 레드그레이브 - 맥스웰 프레이어 역

## 기타 제작진
- 추가 대사: T.E.B. 클라크
- 협력 제작: 시드니 콜, 존 크로이던
- 미술: 마이클 랠프
- 조명: 더글러스 슬로컴